# Mona Lisa Overdrive (álbum)
Mona Lisa Overdrive (estilizado como Mona Lisa OVERDRIVE) é o décimo terceiro álbum de estúdio da banda japonesa de rock Buck-Tick, lançado em 13 de fevereiro de 2003. O nome do álbum vem do romance de 1988 de William Gibson, Mona Lisa Overdrive.

## Recepção
Alcançou a sétima posição na Oricon Albums Chart, ficando na parada por cinco semanas. Vendeu cerca de 40,000 cópias.

## Faixas
| N.º            | Título                             | Letras         | Música         | Duração |  |
| 1.             | "Nakayubi" (ナカユビ)              | Imai           | Imai           | 3:34    |  |
| 2.             | "Buster"                           | Imai           | Imai           | 3:50    |  |
| 3.             | "Zangai -Shape 2-" (残骸 -Shape2-) | Sakurai        | Imai           | 3:52    |  |
| 4.             | "LIMBO"                            | Sakurai        | Imai           | 4:23    |  |
| 5.             | "Mona Lisa"                        | Imai           | Imai           | 4:32    |  |
| 6.             | "GIRL -Shape2-"                    | Imai           | Imai           | 4:26    |  |
| 7.             | "Sid Vicious on the Beach"         | Imai           | Imai           | 4:29    |  |
| 8.             | "BLACK CHERRY"                     | Sakurai e Hide | Hide           | 3:53    |  |
| 9.             | "Genzai" (原罪)                    | Sakurai        | Imai           | 2:39    |  |
| 10.            | "Monster"                          | Sakurai        | Hide           | 4:01    |  |
| 11.            | "Ai no Uta" (愛ノ歌)               | Sakurai        | Imai           | 4:53    |  |
| 12.            | "Continuous"                       | Instrumental   | Imai           | 3:43    |  |
| Duração total: | Duração total:                     | Duração total: | Duração total: | 48:16   |  |

## Crédito

### Buck-Tick
- Atsushi Sakurai – vocais
- Hisashi Imai – guitarra solo, vocais de apoio, vocal principal na faixa 7
- Hidehiko "Hide" Hoshino – guitarra rítmica
- Yutaka "U-ta" Higuchi – baixo
- Toll Yagami – bateria
- produzido e arranjado por Buck-Tick, exceto a faixa 10 que foi arranjada por Hisashi Imai e Kazutoshi Yokoyama

### Músicos adicionais
- Kazutoshi Yokoyama – manipulação e teclado
- Katsushige Okazaki – tratamento de samples

### Produção
- Hiromi Yoshizawa – produtor executivo
- Ken Sakaguchi – direção de arte
- Kotaro Kojima – masterização
- Shigeo Azami – técnico de bateria e afinador
- Kazutaka Minemori – técnico de guitarra e baixo
- Hiroshi Sakuma – promotor de vendas
- Kaori Wada – coordenadora visual
- Izumi Honma – design